# Eschenz
Eschenz é uma comuna da Suíça, no Cantão Turgóvia, com cerca de 1.504 habitantes. Estende-se por uma área de 12,06 km², de densidade populacional de 125 hab/km². Confina com as seguintes comunas: Hüttwilen, Mammern, Öhningen (DE-BW), Stein am Rhein (SH), Wagenhausen.
A língua oficial nesta comuna é o Alemão.